# چه می‌شود اگر
چه می‌شود اگر (انگلیسی: What If (comics)) که گاهی به عنوان چه می‌شود اگر … ؟ نیز شناخته می‌شود، مجموعه کتاب کمیکی است که توسط مارول کامیکس منتشر شده‌است و داستان‌های آن‌ها نشان می‌دهد که اگر لحظات کلیدی در تاریخ آن به عنوان تداوم جریان اصلی رخ نداده باشند، جهان مارول چگونه ممکن است آشکار شود. کمیک‌های چه می‌شود اگر در سیزده مجموعه و همچنین بسیاری از موضوعات مستقل از دهه ۱۹۷۰ منتشر شده‌است. مجموعه تلویزیونی براساس همین مجموعه کمیک به همین نام درحال تولید و رو به پخش برای دیزنی+ است